# Кудрявцева, Ольга Николаевна
Ольга Николаевна Кудрявцева (8 [20] февраля 1896, Николаев, Николаевское военное губернаторство — 16 июня 1964 или 15 июня 1964, Харьков) — советский скульптор и педагог. Жена астронома Б. П. Остащенко-Кудрявцева. Наставница скульптора Х. И. Наурызбаева. Автор сталинградского фонтана «Бармалей» («Хоровод»). Работала преимущественно в станковой и монументальной скульптуре.
Ольга Николаевна Кудрявцева ур. Яровицкая (1893–1964) родилась в Николаеве 7 февраля 1893 г. и 3 апреля того же года была крещена в Адмиралтейском соборе, о чём свидетельствует запись № 11 в Метрической книге храма за 1893 г. 
ГАНО Ф. 484, Оп. 1, Ед. Хр. 1353, л. 7 об.

## Биография
Ольга Кудрявцева родилась 8 (20) февраля 1896 года в Николаеве. Училась в школе рисования, черчения и лепки при художественном музее им. В. В. Верещагина, где увлеклась скульптурой. В 1924 году переехала в Харьков и поступила на скульптурный факультет Харьковского художественного института, где училась у Э. А. Блох. После окончания института в 1929 году жила и работала в Харькове. С 1930 года принимала участие в художественных выставках. В 1938 году вступила в Союз советских художников Украины.
Во время Великой Отечественной войны находилась в эвакуации в Казахстане. В 1943 году, когда Ольга Кудрявцева возглавляла приёмную комиссию Алма-Атинского художественного училища, познакомилась с будущим скульптором Х. И. Наурызбаевым и предложила ему поехать на учёбу в Москву.
С 1945 по 1956 год была доцентом Харьковского художественного института. Среди её учеников были М. Ф. Овсянкин, Б. П. Корольков, И. П. Ястребов.
В 1958 году в Харькове состоялась персональная выставка Ольги Кудрявцевой. В 1964 году она передала в дар Николаевскому художественному музею ряд своих работ. Умерла 15 июня 1964 года в Харькове.

## Творчество

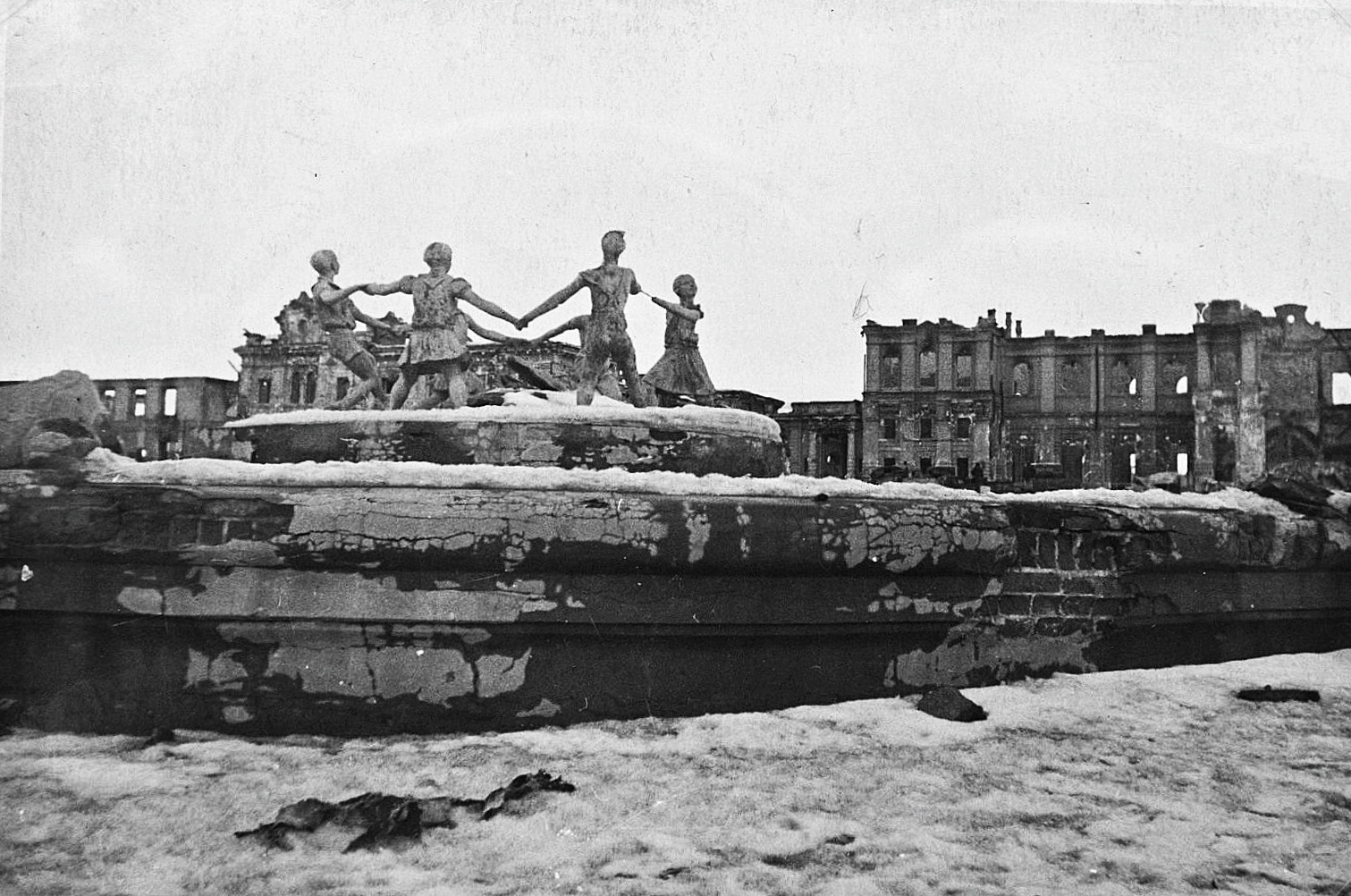
Фонтан «Хоровод» в 1943 году

Одной из главных в творчестве Ольги Кудрявцевой была шевченковская тематика. В 1934 году вместе со скульптором С. Давидовичем и художником В. Касияном приняла участие в первом туре всесоюзного конкурса проектов памятника Тарасу Шевченко для Харькова. Позднее создала композиции по произведениям Тараса Шевченко «Кріпачка» (1935), «Кобзар» (1938), «Сліпа» (1939), «Мені тринадцятий минало» (1951), «Т. Шевченко-хлопчик» (1951), «Тарасик і Катруся» (1961), «Тарасик і Яринка» (1964), «Я… я… твоя мати» (1964).
В 1935 году выполнила скульптурную группу для фонтана «Хоровод», установленного перед дворцом пионеров в Харькове. Композиция включает фигуры детей, водящих хоровод вокруг крокодила, проглотившего Бармалея. В дальнейшем были изготовлены копии этого фонтана для Днепропетровска, Артёмовска, Горловки, Сталинграда, Воронежа, Макеевки. Сталинградская копия фонтана получила известность благодаря фотографиям, сделанным Э. Н. Евзерихиным в 1942 году, которые запечатлели контраст между беззаботно резвящимися детьми и ужасающей картиной разрушений города во время Сталинградской битвы.
Выполнила портреты Народного артиста СССР М. М. Крушельницкого, Народной артистки УССР С. В. Федорцевой, академика А. А. Белопольского, художника С. И. Васильковского и другие. В 1952 году выполнила надгробие художника Н. Г. Бурачека.

## Семья
Муж — астроном Борис Павлович Остащенко-Кудрявцев (1877—1956)